# Мария Амалия Австрийская
Мария Амалия Австрийская (нем. Maria Amalia Josepha Johanna Antonia; 26 февраля 1746[…], Вена — 18 июня 1804[…], Прага, Земли Чешской короны) — герцогиня Пармы и Пьяченцы, дочь эрцгерцогини Австрии Марии Терезии и императора Священной Римской империи Франца I. Жена Фердинанда I, герцога Пармского.

## Брак
Мария Амалия была восьмым ребёнком Марии Терезии Австрийской и императора Франца, она родилась во дворце Хофбург, воспитывалась при венском дворе вместе с многочисленными братьями и сёстрами.
Эрцгерцогиню Марию Амалию против её воли выдали замуж за герцога Фердинанда I. Невеста была старше его почти на пять лет. Свадьба состоялась в герцогском дворце Колорно в 1769 году после получения разрешения на брак от папы римского ввиду близкого родства будущих супругов.

## Дети
- Каролина (22 ноября 1770 — 1 марта 1804), была замужем за Максимилианом Саксонским
- Людовик I, король Этрурии (5 июля 1772 — 27 мая 1803), был женат на Марии Луизе Испанской
- Мария Антония (28 ноября 1774 — 20 февраля 1841), в 1802 году вступила в монашеский орден урсулинок, впоследствии стала аббатисой
- Мария Карлотта (7 сентября 1777 — 5 апреля 1813), монахиня ордена доминиканок с 1797 года
- Филипп (22 марта 1783 — 2 июля 1786)
- Антония Луиза (21 октября 1784), умерла в младенчестве
- Мария Луиза (17 апреля 1787 — 22 ноября 1789)
- близнецы, сын и дочь (21 мая 1789), мертворождённые